# Pontebba
Pontebba je městečko v Itálii v autonomním regionu Furlansko-Julské Benátsko v Alpách. Je vzdálené 50 kilometrů od Villachu a 80 kilometrů od Udine. Leží na italské dálnici A23, prochází jím též silnice SS113. Městečko má okolo 1700 obyvatel a rozlohu necelých 98 km².
Působí zde hokejový klub Sport Ghiaccio Pontebba, který hraje nejvyšší italskou hokejovou soutěž. Klub sídlí v hale PalaVuerich s kapacitou 2000 diváků.